# Тернопільська гімназія єзуїтів
Тернопільська гімназія єзуїтів, або Тернопільська єзуїтська гімназія — навчальний заклад ордену єзуїтів у Тернополі, який діяв у 1820—1848 роках.

## Відомості
Відкрита найвищим (цісарським) розпорядженням від 20 серпня 1820 року як 6-класна гімназія 20 листопада 1820 року. Діяла в приміщенні монастиря домініканців, яке надвірна канцелярія своїм розпорядженням від 29 вересня того року передала отцям-єзуїтам. Учительський колектив гімназії склали колишні професори Полоцької Академії.
Найвищим розпорядженням від 20 червня 1821 року відкрили також філософські студії для єзуїтів, єпархіальних семінаристів та світських студентів (з них після 1849 р. постали сьомий і восьмий класи нової гімназії). У 1822 році при гімназії відкрили шляхетський конвікт (інтернат) для 40 осіб. Будинок конвікту збудували в 1822—1823 роках (зберігся до наших днів). У 1823 році місто та гімназію відвідав цісар Франц І, який наказав спорудити нове приміщення для навчання. У 1831 році відкрили філософський відділ під керівництвом єзуїтів.
У перший рік навчалося 87 учнів, у другий (1821/1822) — 257, 1823/1824 — 394 (на філософських курсах — 70), 1826—423. Після введення оплати за навчання розміром 4 золотих ринських за півріччя з метою обмеження великого напливу убогої молоді кількість гімназистів згодом зменшилася, однак прибували сини аристократії з різних частин етнічної Польщі, часом з Відня.
Уроків фізкультури у тогочасних гімназіях не було, хіба проводилися епізодичні фізичні вправи на відкритому полі, однак під наглядом учителів чи батьків. Як надобов'язковий предмет
вивчалася каліграфія з 1844 р.
23 травня 1822 р. за участі оркестру в кутковецькому лісі відбулася перша маївка для гімназистів. У 1837—1847 роках відбувалися прилюдні покази: в цей час випускники найвищих класів виступали латинською чи німецькою мовами, юнакам під музичний супровід вручали премії.
Після заборони діяльності ордену єзуїтів у Австрійській імперії в 1848 році невдовзі гімназію закрили. Розпорядженням № 5843 від 11 вересня 1848 на базі гімназії єзуїтів та філософських курсів засновувалася провізорична восьмикласна гімназія, в якій викладачами мали працювати світські особи.

## Люди

### Професори (вчителі)
- Вінцент Бучинський, Якоб Кондрау, Юзеф Цитович, Каспер Щепковський[8]

### Учні гімназії
- д-р Борисикевич Іван Іванович — український галицький громадський та політичний діяч Галичини, доктор права, посол Галицького сейму та австрійського парламенту.
- Вислободський (Вислобоцький) Юліан[9]
- Ільницький Василь — директор вищої гімназії в Тернополі, 1868 — перший директор Львівської академічної гімназії[10]
- Петро Головацький — український журналіст, переклалач, педагог, брат Якова Головацького.[11]
- о. Ісидор Дольницький[12]
- Федорович Іван Андрійович[13]
- Казимир Грохольський
- Северин Титус Моравський
- Вінцент Поль[14]

### Учні та випускники семінарії[a](колегіуму[b])
- Корнель Кшечунович[15]
- Володимир Мандль[16]
- Войцех Урбанський — польський педагог, вчений-фізик[17][18]

### Учні конвікту
- Маврицій Дідушицький[19]

## Зауваги
1. ↑  за визначенням польського джерела
2. ↑  за визначенням українського джерела